# The Entitled Sons
The Entitled Sons — англійський гурт, створений у 2022 році.

## Історія
Гурт Entitled Sons заснували у 2022 році брати Свіфт — Біллі, Чарлі, Рафферті, Лорі та їхній батько, Грем Свіфт. Брати Свіфт та їхні батьки, Грем Свіфт і Сара Біні (телеведуча та підприємець), брали участь у численних телевізійних документальних серіалах. З 2020 року їх показували в серіалі Channel 4 «Sarah Beeny's New Life in the Country».
Про створення назви гурту один із братів Свіфт сказав: «Ми хочемо називатися Entitled. Виходячи з того, що всі ми народилися зі срібною ложкою в роті…».
У недавньому епізоді програми «Sarah Beeny's New Life in the Country» показали, як сини Сари виконують свої пісні в спеціально обладнаній музичній кімнаті. Музичну кімнату хлопці оформили власноруч, включно з пробковими панелями для покращення акустики. Сара сказала: «Вони також попросили пожежний стовп і вертолітний майданчик. Цього у них немає, але ми подумали, що можемо обладнати музичну кімнату».
Дебютний сингл гурту Entitled Sons, «Break», був випущений 20 січня 2022 року. Сингл вперше був виконаний наживо в пабі, виступ був показаний у програмі «Sarah Beeny's New Life in the Country». За кілька днів сингл досяг топ-10 на iTunes. 28 січня 2022 року сингл «Break» дебютував і посів 45 місце в британському чарті UK Singles Downloads Chart.
У березні 2022 року вийшов другий сингл гурту, «Unconditional», який розповідає про їхню матір.
На початку 2023 року гурт брав участь у конкурсі Pilton Stage який надає перспективним гуртам і сольним виконавцям будь-якого музичного жанру з усієї Великобританії шанс позмагатися за місце для виступу на фестивалі Glastonbury Festival. Гурт Entitled Sons розділив перемогу у конкурсі з гуртом The Autumn Saints.
У квітні 2023 року гурт випустив сингл «Not Invited». Сингл «It's Time» вийшов у травні 2023 року. 9 червня 2023 року гурт випустив сингл «These Days» для збору коштів для допомоги організації Cancer Research UK.
16 червня 2023 року сингл дебютував і посів 5 місце в UK Singles Downloads Chart Top 100.
Гурт виступив на фестивалі Glastonbury Festival 22 червня 2023 року.

## Склад гурту
- Біллі Свіфт (Billy Swift) — клавішні
- Чарлі Свіфт (Charlie Swift) — вокал
- Лорі Свіфт (Laurie Swift) — барабани
- Рафферті Свіфт (Rafferty Swift) — гітара
- Грем Свіфт (Graham Swift) — бас

## Дискографія

### Сингли
| Назва           | Рік  | Пікові позиції в чартах | Альбом            |
| --------------- | ---- | ----------------------- | ----------------- |
|                 |      | UK Downloads            |                   |
| «Break»         | 2022 | 45                      | Non-album singles |
| «Unconditional» | 2022 | -                       | Non-album singles |
| «Heaven Knows»  | 2023 | -                       | Non-album singles |
| «Criminal»      | 2023 | -                       | Non-album singles |
| «Not Invited»   | 2023 | -                       | Non-album singles |
| «It's Time»     | 2023 | -                       | Non-album singles |
| «These Days»    | 2023 | 5                       | Non-album singles |
| «One Shot»      | 2023 | -                       | Non-album singles |